# Brent Corrigan
Pour les articles homonymes, voir Corrigan.
 (avril 2016).
Si vous disposez d'ouvrages ou d'articles de référence ou si vous connaissez des sites web de qualité traitant du thème abordé ici, merci de compléter l'article en donnant les références utiles à sa vérifiabilité et en les liant à la section « Notes et références ».
Brent Corrigan (de son vrai nom Sean Paul Lockhart), né le 31 octobre 1986 à Lewiston (Idaho), est un acteur pornographique américain.

## Biographie
Il commence sa carrière dans la pornographie gay en 2004 chez Cobra Video, comme jeune modèle dans Every Poolboy's Dream sous le pseudonyme de Brent Corrigan. Il devient rapidement l'un des acteurs les plus connus de Cobra Video.
Il a déclaré avoir falsifié ses papiers d'identité pour pouvoir tourner dans ses premiers films. Cette déclaration, qui a fait une grande polémique aux États-Unis, a causé le retrait de ses films des magasins pendant que, sur le point de la pornographie infantile, un procès est en cours entre Brent Corrigan et Cobra Video.
Désormais, Cobra Video et Brent Corrigan (qui utilise aussi le pseudonyme Fox Ryder) ont des sites officiels séparés pour permettre à l'acteur de faire sa propre promotion.
Il a fait une apparition dans Another Gay Sequel (Another Gay Movie 2).

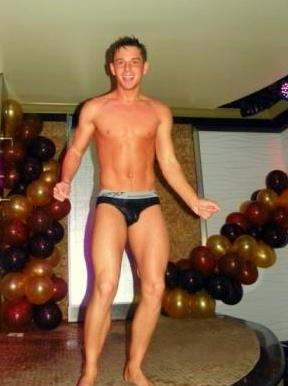
Brent Corrigan au Meteor Club à Houston, Texas.
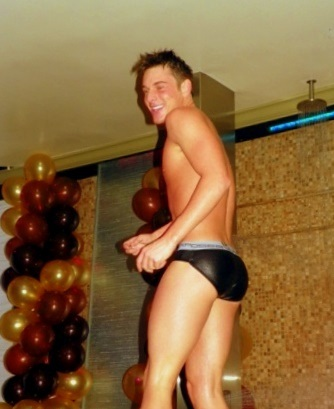
Brent Corrigan au Meteor Club in Houston, Texas.
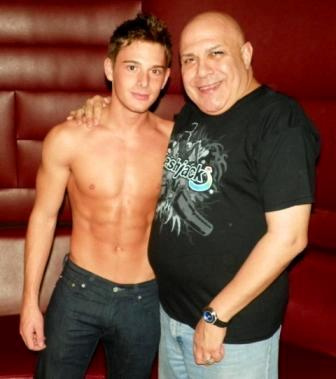
Brent Corrigan avec un fan.
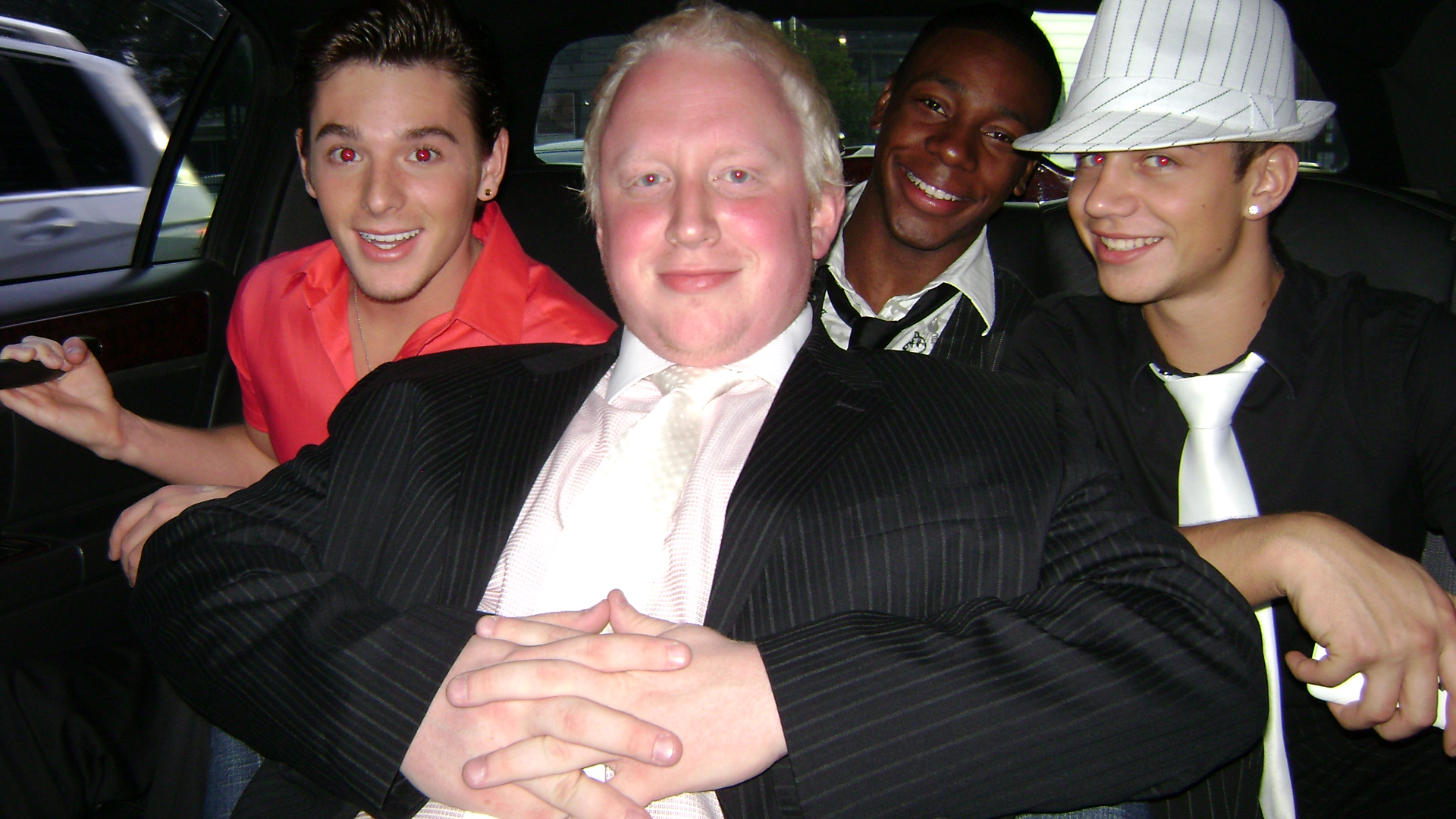
Brent Corrigan avec Michael Osterfeld.

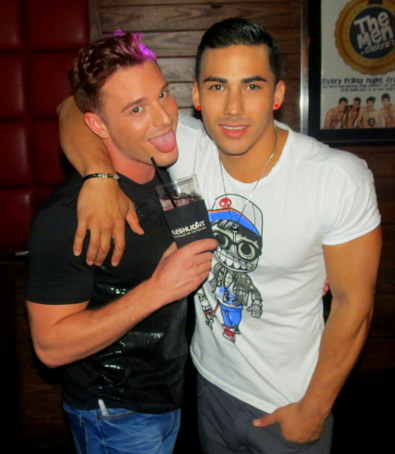
Brent Corrigan avec Topher DiMaggio.
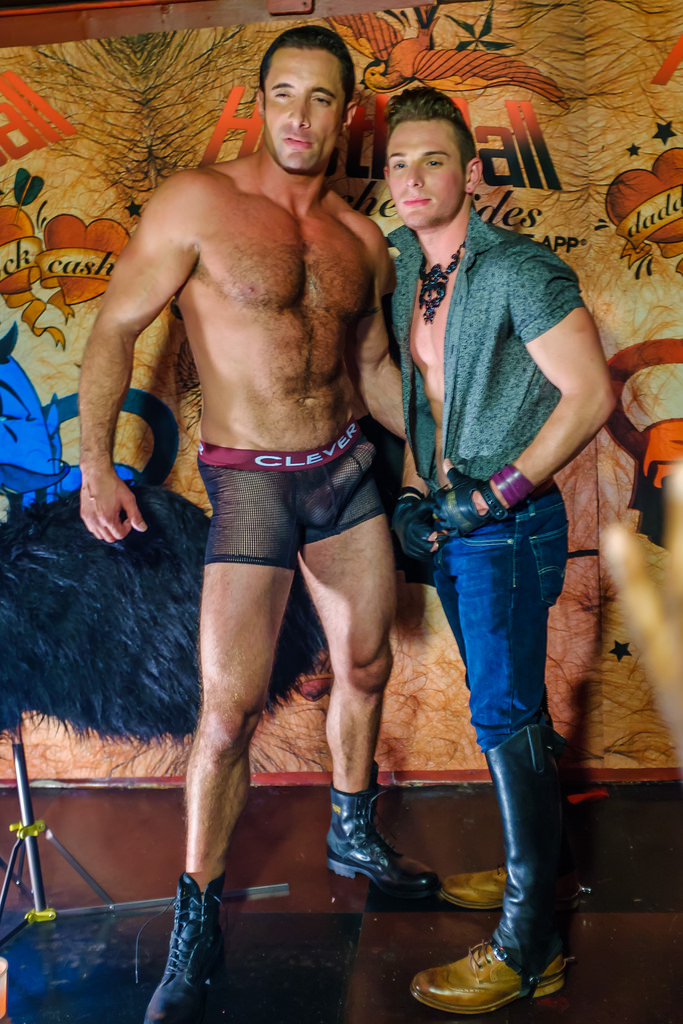
Brent Corrigan avec Nick Capra.
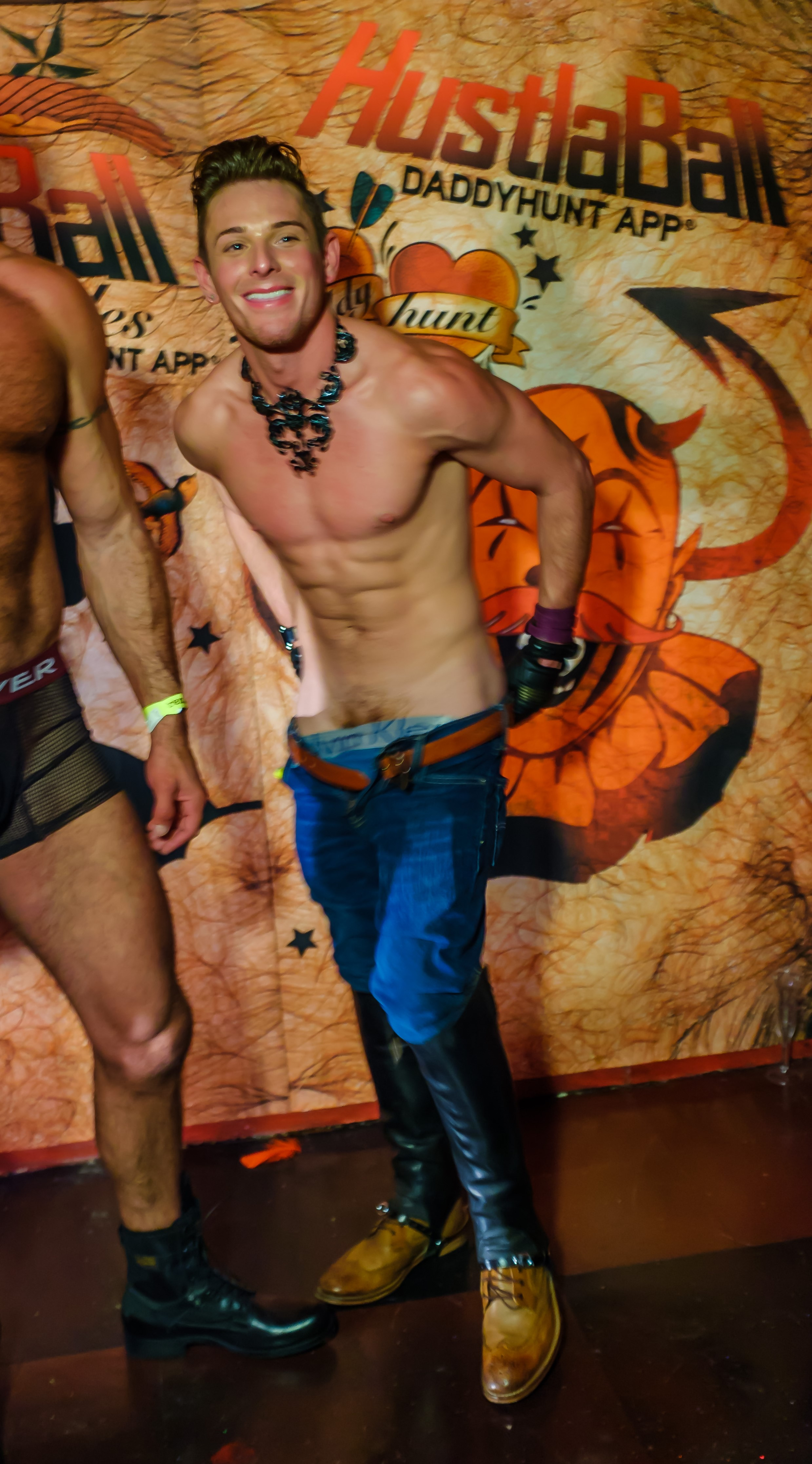
Brent Corrigan.

## Filmographie

### Pornographique
- 2003 : Every Poolboy's Dream, de Bryan Phillips (Cobra Video)
- 2004 : Bareboned Twinks, avec Brent Everett (Cobra Video)
- 2004 : Cobra's Casting Couch 4, solo (Cobra Video)
- 2004 : Schoolboy Crush, avec Brent Everett (Cobra Video)
- 2005 : Cream Boys (Cobra Video)
- 2005 : Naughty Boys Toys, avec Brent Everett (Cobra Video)
- 2005 : Take It Like a Bad Boy, de Bryan Phillips (Cobra Video)
- 2006 : The Velvet Mafia 1 de Chris Steele, (sous le nom de Fox Ryder) avec Erik Rhodes, Roman Heart, Matthew Rush (Falcon Entertainment)
- 2006 : The Velvet Mafia 2 (Falcon Entertainment)
- 2007 : Brent Corrigan's Summit, acteur et réalisateur (Dirty Bird Pictures)
- 2007 : Porne Ultimatum (Dirty Bird Pictures)
- 2008 : Brent Corrigan's Big Easy, acteur et réalisateur (Dirty Bird Pictures)
- 2009 : Brent Corrigan's Heat, acteur et réalisateur (Dirty Bird Pictures)
- 2009 : Brent Corrigan's Working Hard, acteur et réalisateur (Dirty Bird Pictures)
- 2010 : Getting Levi's Johnson de Chris Steele (Jet Set Productions)
- 2012 : Buttfucked de Chris Steele (Jet Set Productions)
- 2012 : The Brent Corrigan Sex Tapes (Cobra Video)
- 2014 : Gay Massage House de Nica Noelle (IconMale)
- 2015 : America's Finest (Raging Stallion Studios)
- 2015 : Gods of Porn de mr. Pam, avec Daryus Ferdinand (Naked Sword)
- 2015 : Vegas Hustle de mr. Pam (Naked Sword)
- 2015 : Poolside 1, avec Daryus Ferdinand (Falcon Entertainment)
- 2017 : Urban Spokes, avec Griffin Barrows, JJ Knight (Falcon Entertainment)
- 2017 : Ultra Fan, acteur et réalisateur (Naked Sword)
- 2018 : A Night at the Entourage, de Tony DiMarco (Falcon)

### Non-pornographique
- 2008 : Another Gay Movie 2 (Another Gay Sequel)
- 2008 : In the Closet
- 2008 : Harvey Milk (Milk)
- 2008 : Tell Me
- 2009 : The Big Gay Musical
- 2011 : Sister Mary
- 2011 : Chillerama
- 2011 : Judas Kiss
- 2012 : Welcome to New Yorck
- 2013 : Triple Crossed
- 2013 : The Dark Place
- 2013 : En vérité (Truth)
- 2014 : Kissing Darkness

## Récompenses
Brent Corrigan a reçu un Grabby Awards en 2007 pour le film The Velvet Mafia 1.
En 2017, il reçoit un Grabby Award pour l'ensemble de sa carrière (Lifetime Achievement Award).
En 2018, il obtient le GayVN Award du meilleur acteur pour son rôle dans Ultra Fan (NakedSword/Falcon).

## Culture
King Cobra, biopic du réalisateur Justin Kelly, produit en partie par James Franco, raconte le meurtre du producteur de films pornographiques Bryan Kocis survenue en 2007, ainsi que l'ascension de Brent Corrigan, découvert par Kocis alors qu'il n'avait que 17 ans.